# Медовичка мікронезійська
Медови́чка мікронезійська (Myzomela rubratra) — вид горобцеподібних птахів родини медолюбових (Meliphagidae). Мешкає на островах Мікронезії. Виділяють низку підвидів.

## Підвиди
Виділяють сім підвидів:
- M. r. asuncionis Salomonsen, 1966 — північні Маріанські острови;
- M. r. saffordi Wetmore, 1917 — південні Маріанські острови;
- M. r. kobayashii Momiyama, 1922 — Палау;
- M. r. kurodai Momiyama, 1922 — острови Яп;
- M. r. major Bonaparte, 1854 — острови Чуук;
- M. r. dichromata Wetmore, 1919 — острови Понпеї;
- M. r. rubratra (Lesson, R, 1827) — острів Косрае.

## Поширення і екологія
Мікронезійські медовички мешкають у Федеративних Штатах Мікронезії, на Північних Маріанських Островах та на Палау. Раніше вони також мешкали на Гуамі, однак вимерли. Мікронезійські медовички живуть в тропічних і мангрових лісах, на плантаціях, в парках і садах. Зустрічаються на висоті до 800 м над рівнем моря. Живляться нектаром і комахами. Є важливими запилювачами деяких видів рослин.

## Збереження
МСОП класифікує цей вид як такий, що не потребує особливих заходів зі збереження. За оцінками дослідників, популяція мікронезійських медовичок становить від 850 до 900 тисяч птахів.